# Любит / Не любит
«Лю́бит / Не любит» (англ. Take This Waltz) — комедийная драма актрисы и режиссёра Сары Полли о горькой истории женщины, которая пытается выбрать между двумя различными типами любви. Выход фильма в мире состоялся 10 сентября 2011 года. Премьера в РФ — 31 января 2013 года.

## Сюжет
Молодые люди Марго и Дэниел знакомятся совершенно неожиданно и сразу чувствуют друг к другу определённое влечение. Вскоре девушка выясняет, что её новый знакомый живёт по соседству с ней и её мужем Лу. На попытку ухаживания со стороны Дэна Марго отвечает отказом, всячески демонстрируя свою любовь и преданность мужу, который, как нарочно, часто занят. Однако чувства Марго к Дэниелу становятся всё сильнее и вот уже она не в силах отвергнуть искушение.

## В ролях
- Мишель Уильямс — Марго
- Сет Роген — Лу Рубин
- Сара Сильверман — Джеральдин
- Люк Кёрби — Дэниел
- Аарон Абрамс — Аарон Рубин
- Даниэль Миллер — Даниэль Рубин
- Дженнифер Подемски — Карен

## Производство
Предпроизводство, съемка и постпроизводство проходили с 2010 по 2011 год в Торонто и его окрестностях, включая Pinewood Toronto Studios, международный аэропорт Пирсон, Королевский кинотеатр и в Луисбурге, Новая Шотландия.
Сцена в душе с участием актрис Мишель Уильямс, Дженнифер Подемски и Сары Сильверман привлекла внимание прессы, поскольку Сильверман впервые появилась на экране полностью обнаженной. Во время интервью для прессы Сильверман заявила, что эта сцена не вызывала у нее дискомфорта, потому что это было несексуальное изображение обычного, повседневного явления, когда женщины вместе обнажены.